# Pleine-Sève
Pleine-Sève est une commune française située dans le département de la Seine-Maritime en région Normandie.

## Géographie
| Cailleville |                | Gueutteville-les-Grès |
| Néville     | Pleine-Sève    | Le Mesnil-Durdent     |
| Drosay      | Sainte-Colombe |                       |

### Hydrographie
La commune est située dans le bassin Seine-Normandie. Elle n'est drainée par aucun cours d'eau,.

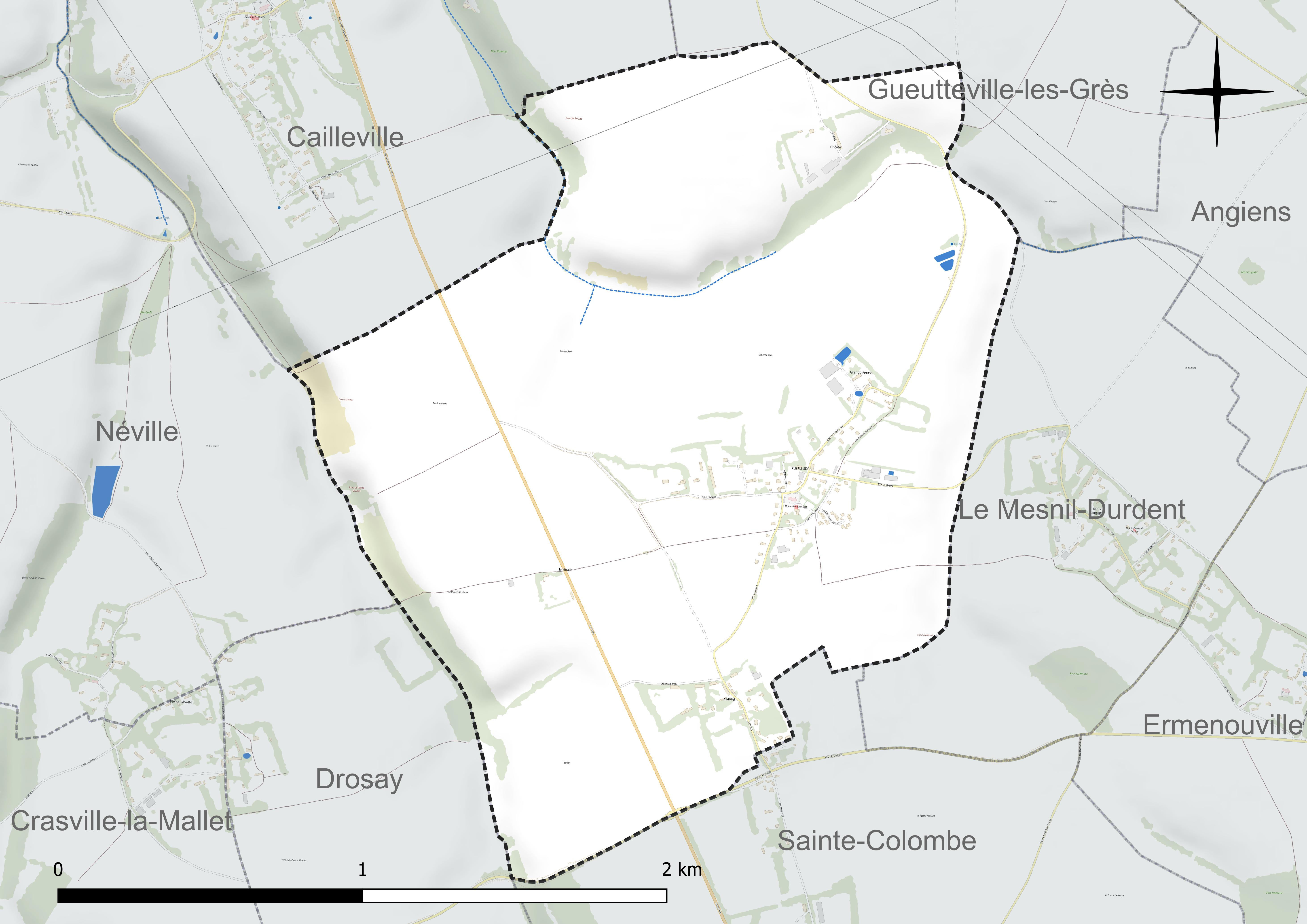
Réseau hydrographique de Pleine-Sève.

### Climat
Pour des articles plus généraux, voir Climat de la Normandie et Climat de la Seine-Maritime.
En 2010, le climat de la commune est de type climat océanique franc, selon une étude du CNRS s'appuyant sur une série de données couvrant la période 1971-2000. En 2020, Météo-France publie une typologie des climats de la France métropolitaine dans laquelle la commune est exposée à un climat océanique et est dans la région climatique Côtes de la Manche orientale, caractérisée par un faible ensoleillement (1 550 h/an) ; forte humidité de l’air (plus de 20 h/jour avec humidité relative > 80 % en hiver), vents forts fréquents. Parallèlement le GIEC normand, un groupe régional d’experts sur le climat, différencie quant à lui, dans une étude de 2020, trois grands types de climats pour la région Normandie, nuancés à une échelle plus fine par les facteurs géographiques locaux. La commune est, selon ce zonage, exposée à un « climat maritime », correspondant au Pays de Caux, frais, humide et pluvieux, légèrement plus frais que dans le Cotentin.
Pour la période 1971-2000, la température annuelle moyenne est de 10,5 °C, avec une amplitude thermique annuelle de 13,1 °C. Le cumul annuel moyen de précipitations est de 944 mm, avec 13,4 jours de précipitations en janvier et 8,6 jours en juillet. Pour la période 1991-2020, la température moyenne annuelle observée sur la station météorologique la plus proche, située sur la commune d'Ectot-lès-Baons à 20 km à vol d'oiseau, est de 10,8 °C et le cumul annuel moyen de précipitations est de 905,5 mm,. Pour l'avenir, les paramètres climatiques de la commune estimés pour 2050 selon différents scénarios d’émission de gaz à effet de serre sont consultables sur un site dédié publié par Météo-France en novembre 2022.

## Urbanisme

### Typologie
Au 1er janvier 2024, Pleine-Sève est catégorisée commune rurale à habitat dispersé, selon la nouvelle grille communale de densité à sept niveaux définie par l'Insee en 2022.
Elle est située hors unité urbaine. Par ailleurs la commune fait partie de l'aire d'attraction de Saint-Valery-en-Caux, dont elle est une commune de la couronne,. Cette aire, qui regroupe 17 communes, est catégorisée dans les aires de moins de 50 000 habitants,.

### Occupation des sols
L'occupation des sols de la commune, telle qu'elle ressort de la base de données européenne d’occupation biophysique des sols Corine Land Cover (CLC), est marquée par l'importance des territoires agricoles (91,8 % en 2018), une proportion identique à celle de 1990 (91,8 %). La répartition détaillée en 2018 est la suivante : 
terres arables (76,4 %), prairies (9,5 %), zones urbanisées (7,5 %), zones agricoles hétérogènes (5,9 %), forêts (0,7 %). L'évolution de l’occupation des sols de la commune et de ses infrastructures peut être observée sur les différentes représentations cartographiques du territoire : la carte de Cassini (XVIIIe siècle), la carte d'état-major (1820-1866) et les cartes ou photos aériennes de l'IGN pour la période actuelle (1950 à aujourd'hui).

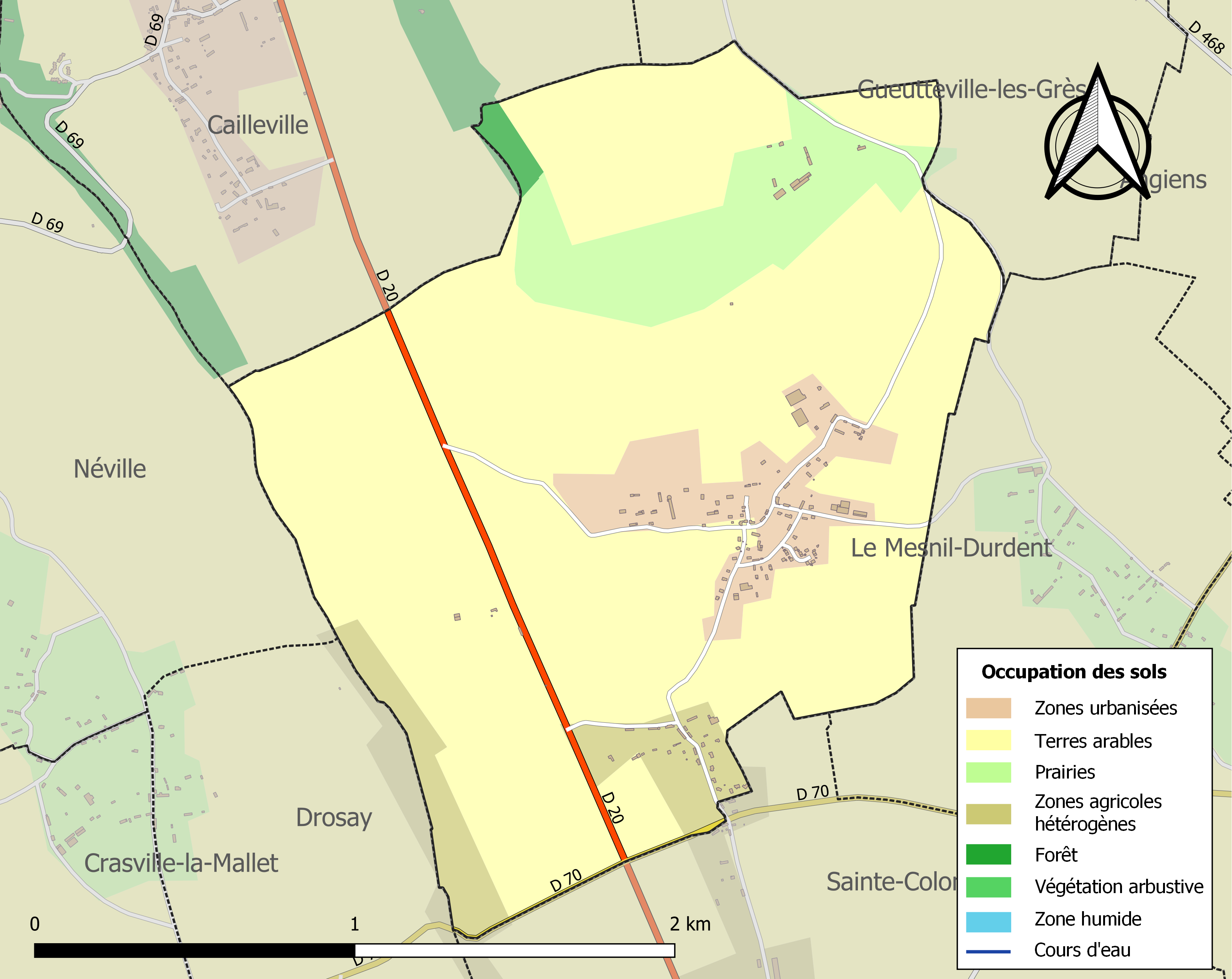
Carte des infrastructures et de l'occupation des sols de la commune en 2018 (CLC).

## Toponymie
Le nom de la localité est attesté sous les formes Planam Silvam ex integro en 1025 (Fauroux, p. 130); clerico de Pleine Selva (sans date); Ecclesia de Plana Silva entre 1130 et 1164; Apud Plenam Silvam en 1253; Plena Silva en 1337 (Longnon); Paroisse de Plainesevre la Grant en 1406; Paroisse de Planteseufve la Grande en 1419 et 1420; Plaine Seuvre en 1428; Parrochia Sancti Johannis de Plaineselve en 1651; Parrochia Sancti Johannis de Plaineselve en 1554; Saint Jean Baptiste de Pleineseve en 1683; Pleneseve en 1715 (Frémont); Pleine seve en 1757 (Cassini); Plaine Seve en 1740 (Duplessis); Pleine Selve en 1788; Pleine-Sève en 1953.
De l'adjectif féminin de la langue d'oïl plaine (« plane, plate ») et Selve, sève (« forêt »).

## Politique et administration
| Période                                  | Période                    | Identité        | Étiquette | Qualité                                                                             |
| ---------------------------------------- | -------------------------- | --------------- | --------- | ----------------------------------------------------------------------------------- |
| Les données manquantes sont à compléter. |                            |                 |           |                                                                                     |
| avant 1995                               | 2008                       | Michel Jourdain | DVD       |                                                                                     |
| mars 2008                                | mai 2020                   | Daniel Frebourg | EXD       | Cadre en entreprise publique Vice-président de la CC de la Côte d'Albâtre (2014 → ) |
| juillet 2020                             | En cours (au 10 août 2020) | Béatrice Lerond |           |                                                                                     |

## Démographie
L'évolution du nombre d'habitants est connue à travers les recensements de la population effectués dans la commune depuis 1793. Pour les communes de moins de 10 000 habitants, une enquête de recensement portant sur toute la population est réalisée tous les cinq ans, les populations de référence des années intermédiaires étant quant à elles estimées par interpolation ou extrapolation. Pour la commune, le premier recensement exhaustif entrant dans le cadre du nouveau dispositif a été réalisé en 2008.

En 2022, la commune comptait 129 habitants, en évolution de −6,52 % par rapport à 2016 (Seine-Maritime : +0,35 %, France hors Mayotte : +2,11 %).
| 1793 | 1800 | 1806 | 1821 | 1831 | 1836 | 1841 | 1846 | 1851 |
| ---- | ---- | ---- | ---- | ---- | ---- | ---- | ---- | ---- |
| 294  | 285  | 281  | 271  | 307  | 297  | 290  | 305  | 309  |

| 1856 | 1861 | 1866 | 1872 | 1876 | 1881 | 1886 | 1891 | 1896 |
| ---- | ---- | ---- | ---- | ---- | ---- | ---- | ---- | ---- |
| 301  | 300  | 282  | 227  | 230  | 215  | 207  | 233  | 185  |

| 1901 | 1906 | 1911 | 1921 | 1926 | 1931 | 1936 | 1946 | 1954 |
| ---- | ---- | ---- | ---- | ---- | ---- | ---- | ---- | ---- |
| 200  | 196  | 162  | 109  | 117  | 122  | 117  | 140  | 122  |

| 1962 | 1968 | 1975 | 1982 | 1990 | 1999 | 2006 | 2008 | 2013 |
| ---- | ---- | ---- | ---- | ---- | ---- | ---- | ---- | ---- |
| 118  | 111  | 93   | 137  | 125  | 108  | 113  | 115  | 142  |

| 2018 | 2022 | - | - | - | - | - | - | - |
| ---- | ---- | - | - | - | - | - | - | - |
| 128  | 129  | - | - | - | - | - | - | - |

## Culture locale et patrimoine

### Lieux et monuments
- Église Saint-Jean-Baptiste, édifice du XVIe siècle, reconstruite en 1738.

### Héraldique
| Armes de Pleine-Sève | Les armes de la commune de Pleine-Sève se blasonnent ainsi : Parti : au 1er d'or à l'arbre de sinople, au 2e coupé au I de gueules à deux léopards d'or, armés et lampassés d'azur l'un au-dessus de l'autre, au II d'azur au heaume de tournoi d'argent taré de face. Création Jean-François Binon. Adopté le 26 septembre 2014. Les deux léopards d'or sur champ de gueules rappellent les armes de la Normandie. |